# جون أ. وايز
جون أ. وايز (بالإنجليزية: John A. Wise)‏ هو عالم أمريكي، ولد في 1939، وتوفي في 2011.